# Lisa Christ
Lisa Christ (* 23. Januar 1991 in Olten) ist eine Schweizer Slam-Poetin und Autorin.

## Leben und Wirken
Christ studierte an der Hochschule der Künste in Bern sowie an der Fachhochschule Nordwestschweiz in Basel «Vermittlung in Kunst und Design». Sie wurde 2011 U20-Schweizer-Meisterin im Poetry Slam. 2016 & 2018 kam sie ins Finale der deutschsprachigen Meisterschaften im Poetry Slam in Stuttgart & Zürich. 2016 erhielt sie vom Solothurnischen Kuratorium für Kulturförderung einen Förderpreis für Literatur in der Höhe von 15'000 Franken und bekam 2017 das dreimonatige Atelierstipendium des Kantons Solothurn in der Villa Ruffieux. Im Frühjahr 2018 gewann Christ das Oltner Kabarett-Casting. Mit ihrem daraus resultierenden, ersten abendfüllenden Solo-Kabarett-Programm «Ich brauche neue Schuhe» gewann sie 2019 den Nachwuchspreis für Kabarett «Jungsegler» von Nordart. Seit 2022 tourt sie mit ihrem zweiten Programm «LOVE*» durch die Deutschschweiz.
Von 2019 bis 2021 moderierte sie die SRF-Fernsehsendung «Comedy Talent Show». 2019 trat sie zudem dem Autor*innenteam der SRF «Zytlupe» bei und veröffentlicht dort seitdem satirische Wochenrückblicke. Christ war von 2018 bis 2021 Redaktionsverantwortliche und im Vorstand des Vereins SLAM ALPHAS zur Förderung von Mädchen* und Frauen* im Poetry Slam.
Zusammen mit Miriam Suter führte sie bis 2023 den feministischen Podcast «Faust und Kupfer» und mit Dominik Muheim von 2020 bis 2021 den Podcast «321Y»
Christ lebt in Zürich.

## Veröffentlichungen
- Im wilden Fruchtfleisch der Orange. Knapp Verlag, Olten 2018, ISBN 978-3-906311-46-3[17]

### Textbeiträge
- Clara Nielsen, Nora Gomringer (Hrsg.): Lautstärke ist weiblich: Texte von 50 Poetry-Slammerinnen, Satyr-Verlag, 2017, ISBN 978-3-944035-91-8.
- Philipp Herold (Hrsg.): Tintenfrische: 17 ausgewählte Texte der jüngsten aufstrebenden Slam Poeten, Lektora, Paderborn 2012, ISBN 978-3-938470-90-9.

## Auszeichnungen
- 2025: Salzburger Stier[18]